# Eva Garza
Eva Garza (Eva Gonda Rivera; * 11. Mai 1917 in Villa Frontera; † 1. November 1966 in Tucson/Arizona) war eine mexikanische Sängerin.
Garza wuchs in San Antonio auf und begann im Alter von sieben Jahren zu singen. Sie sang Anfang der 1930er Jahre in einem texanischen Radiosender und gewann 1933 den Zweiten Platz bei einem Wettbewerb des Texas Theatre. 1935 trat sie in einer Stunde der spanischen Musik im Sender KABC auf, und im Folgejahr entstanden beim Label Bluebird Records ihre ersten Plattenaufnahmen.
1937 tourte sie mit Sally Rand ein halbes Jahr durch die USA. Im Jahr 1938 gründete sie Eva Garza and Her Troupe. Sie tourte mit der Gruppe bis 1942 durch Süd- und Mittelamerika und wurde international bekannt. Auf der Tour lernte sie den Sänger Felipe Bojalil Gil kennen, den sie 1939 heiratete. Das Paar ließ sich in New York nieder, nahm bei Columbia Records auf und trat in der Sendung Viva América des CBS auf.
1949 ging Garza nach Mexiko-Stadt, wo sie Verträge beim Sender XEW und den Churubusco Studios für mehrere wöchentliche Auftritte erhielt. Sie lernte in dieser Zeit Musiker wie Agustín Lara, Javier Solís und Lola Beltrán kennen und trat mit Pedro Infante, Pedro Vargas, Jorge Negrete, Ernesto Alonzo und Joaquín Pardavé auf.
In den 1950er Jahren hatte Garza Rollen in mehreren Spielfilmen, darunter Mujeres sin mañana (1951), Amor vendido (1951), Paco el Elegante (1952) und  Bolero inmortal (1958). 1965 nahm sie bei Columbia Records das Album Vuelve Eva Garza Mexican Encore auf, danach trat sie auf einer Tournee in Arizona, New Mexico und Los Angeles auf. Sie starb 1966 an einer Lungenentzündung.